# Caravela-portuguesa
A caravela-portuguesa (Physalia physalis) é o único organismo em colônia heteromorfa, no grupo dos cnidários. Ou seja, são seres que vivem em colônia, isto é, estão conectados anatomicamente e não sendo um único ser. E são divididos em duas partes: região subnatural e região natural, as duas estando opostas. Vivem nas águas de todas as regiões tropicais dos oceanos. Possuem a cor azul ou ainda rosa e roxa, dependendo de diversos fatores ambientais, e tentáculos que possuem diversas células urticantes. Em contato com a pele, podem provocar queimaduras de até terceiro grau. Apesar da aparência, não são medusas.
O nome caravela-portuguesa deve-se à semelhança dos cnidários e as caravelas utilizadas como navios de guerra. São uma colônia de organismos geneticamente diferentes e altamente especializados que aparentam ser uma única criatura. A sua principal toxina à qual utilizam é a fisalitoxina (glicoproteína de 240 kDa) com citotoxicidade e toxicidade hemolítica. As vezes são encontradas junto com o peixe-português (Nomeus gronovii).

## Características gerais
A caravela-portuguesa não se move - flutua à superfície das águas, empurrada pelo vento, com os tentáculos pendentes com a finalidade de capturar peixes para a sua alimentação. Os tentáculos podem atingir um comprimento de 50 metros, mas a média é cerca de 30 metros .
A colónia divide-se em quatro tipos de pólipo:
- um pneumatóforo transformado numa vesícula cheia de ar;
- os domonoctozooides que formam os tentáculos;
- os gastrozooides que formam os "estômagos" da colónia; e
- os gonozooides que produzem os gâmetas para a reprodução.

Os cnidócitos, que são as células urticantes, portadoras dos nematocistos, encontram-se nos tentáculos e são accionados pela "rede nervosa". A caravela-portuguesa tem dois tipos de nematocistos: pequenos e grandes; estes "órgãos" conservam as suas propriedades por muito tempo, mesmo que o indivíduo tenha ficado várias horas fora de água.
No caso de haver contacto com os tentáculos de uma caravela-portuguesa deve-se tentar remover, usando apenas água do mar, todos os pedaços que estejam agarrados à pele, devendo-se procurar assistência médica assim que possível.
A caravela-portuguesa é importante para a alimentação das tartarugas-marinhas, que são imunes ao veneno.

## Ocorrências
As espécies Physalia physalis e Physalia utriculus são responsáveis por mais de 10.000 queimaduras a humanos na Australia todo verão, particularmente na costa leste, mas também ocorrendo na costas sul e oeste australiana.

## Reprodução

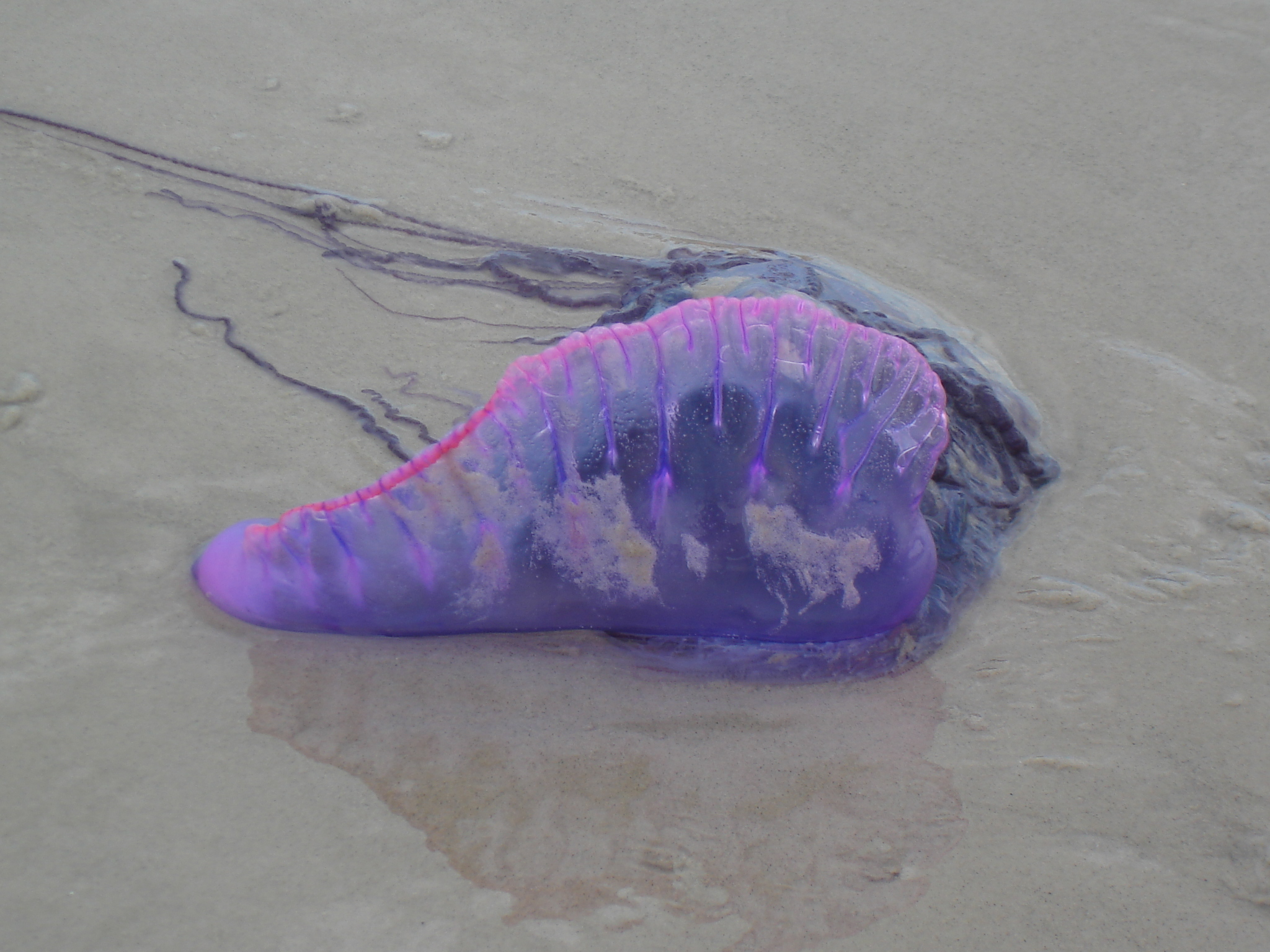

Os organismos individuais são unissexuais, cada um com gonozooides (órgãos sexuais) formado por gonóforos com o formato de pequenas bolsas contendo as gónadas. São animais dioécios, isto é, todos os indivíduos numa colónia são do mesmo sexo. Na fase de reprodução, os espermatozoides separam-se da colónia e expelem os gâmetas. Uma densidade populacional mínima de caravelas-portuguesas é necessária para que ocorra a fertilização. Boa parte da reprodução acontece no período do outono, produzindo a grande quantidade de exemplares jovens que são comumente avistados durante o inverno e a primavera. As larvas desenvolvem-se muito rapidamente, e transformam-se em pequenas criaturas flutuantes.

## Cruzando os mares com o Marinheiro urticante
A caravela-portuguesa é temida pelo seu poder urticante. Encontra-se entre as simples formas animais, não possui cérebro e reage a estímulos. Apesar da caravela-portuguesa parecer um animal, é, na realidade, uma colônia composta por muitos animais inter-relacionados (pólipos) em que cada um desempenha uma tarefa específica. Possui tentáculos com um comprimento de até 50 metros e um flutuador que parece a vela de uma caravela portuguesa, de onde provém o seu nome comum, caravela-portuguesa.